# Zlátenka
Zlátenka település Csehországban, a Pelhřimovi járásban. Zlátenka Leskovice, Moraveč, Pošná, Vysoká Lhota és Kámen településekkel határos. Lakosainak száma 45 fő (2024. január 1.).

## Népesség
A település lakosságának változását az alábbi diagram mutatja:
| Lakosok száma | 123  | 147  | 138  | 74   | 50   | 44   | 47   | 49   | 45   | 45   |
|               | 1869 | 1890 | 1921 | 1950 | 1980 | 2001 | 2017 | 2019 | 2022 | 2024 |